# East Wenatchee Bench
East Wenatchee Bench é uma Região censo-designada localizada no estado norte-americano de Washington, no Condado de Douglas.

## Demografia
Segundo o censo norte-americano de 2000, a sua população era de 13.658 habitantes.

## Geografia
De acordo com o United States Census Bureau tem uma área de
23,4 km², dos quais 21,8 km² cobertos por terra e 1,6 km² cobertos por água.

## Localidades na vizinhança
O diagrama seguinte representa as localidades num raio de 8 km ao redor de East Wenatchee Bench.